# Дональд Дак
До́нальд Фонтлерой Дак (англ. Donald Fauntleroy Duck) — анімаційний качур, позитивний герой мультфільмів студії Walt Disney (Волт Дісней). Створений як найкращий друг і суперник Міккі Мауса. Дональд — білий антропоморфний качур з жовтими дзьобом і жовтими ногами, полюбляє веселитися та постійно потрапляє у якісь пригоди.
Голосом Дональда, одним з найвпізнаваніших, до 1985 року був Кларенс Неш. Офіційним українським голосом Дональда Дака є Євген Шпирка (випускник Київського національного університету театру, кіно і телебачення ім. Карпенка-Карого). В 2017 році в епізоді «The Shadow War» Дональда Дака дублював Сергій Лазановський (актор театру, кіно і дубляжу, теле- і радіоведучий та рок-співак).
У серпні 2004 року Дональд Дак отримав зірку на «Бульварі Зірок» у Лос-Анджелесі.

## Опис
Згідно з хронологією Дона Роси, Дональд Дак народився в 1920 році. У короткометражці "Donald Gets Drafted" (1942 року) повідомляється, що його повне ім'я — Дональд Фаунтлерой Дак (його друге ім’я, здається, є посиланням на капелюх моряка, який був поширеним аксесуаром для костюмів "Little Lord Fauntleroy"). Сайт компанії Disney також підтверджує, що його ім'я — Дональд Фаунтлерой Дак. Офіційно день народження Дональда — 9 червня 1934 року, день, коли вийшла короткометражка «Маленька розумна курочка» («The Wise Little Hen»). Проте в короткометражці «Donald's Happy Birthday» його день народження — 13 березня.
Хоча це не показано у хронологічному порядку, наймолодший зовнішній вигляд Дональда був спогадом про те, коли він був ще каченям, показаним у спеціальному анімаційному телесеріалі "This is Your Life, Donald Duck" і однойменному сюжеті коміксів. І в анімації, і в коміксі, представленому Джиміні Крикетом, Дональда показано таким, що вилупився з яйця й одночасно закотив одну зі своїх знаменитих істерик, що зробило вихід із себе своєю першою дією живої істоти. Тільки в коміксі показано, що Дональд отримав свій капелюх від моряка, коли був немовлям, коли бабуся взяла його з собою у перший візит до Крякбурга.     

## Дональд в анімації

### Перша поява
За хронологією «The Chronological Donald — Volume 1» Леонарда Малтіна, Дональд був створений Волтом Діснеєм, коли він почув як Кларенс Неш цитував «Mary had а little lamb» своїм особливим «качиним» голосом. К. Неш розказував що це голос козеня, однак Волт, наполягав, що це була качка. Використовуючи гру К. Неша як орієнтир, персонаж качки Уолта постійно розроблявся та розвивався в персонажі на ім’я «Donald Duck». Дональд Дак вперше згадується в книзі оповідань Діснея 1931 року, тоді як ранній дизайн персонажа з’явився як ілюстрація на задній обкладинці книги. Міккі Маус у той час вже став ключовою моделлю для дітей, і Дісней хотів персонажа, який би мав декілька негативних характеристик, які вже не можна було додати Міккі.
Персонаж вперше з'явився в мультфільмі «Мудра маленька курочка» 9 червня 1934 року, де він і його друг Пітер Піг ліняться допомогти своїй сусідці курочці виростити кукурудзу. Зовнішній вигляд Дональда в мультфільмі був створений аніматором Діком Ланді, і був схожий з сучасним за виглядом, пір'я і колір дзьоба були тими ж, синя сорочка та капелюх, але тіло було товщим, і ноги більшими.
Характер Дональда не було показано — в короткометражці у нього була другорядна роль приятеля головного героя.
Берт Жілетт, режисер «Розумних курочок», використовував Дональда в мультфільмі про Міккі Мауса, «The Orphan's Benefit», 11 серпня 1934. Дональд був одним з персонажів, які виступали перед сиротами з виставою. Номер Дональда полягав в декламуванні віршів «Mary Had а Little Lamb» і «Little Boy Blue», але при кожній спробі непосидючі сироти з'їдали спеціально приготований пиріг, через що качка щоразу крякала від злості. Запальний характер Дональда залишився з ним надовго.

## В часи Другої світової війни
Під час Другої світової війни аудиторія мультфільмів шукала яскравих, ризикових героїв. Не випадково, що у той час з'явився і почав набирати популярність Баґз Банні, популярність Дональда теж почала зростати. В 1949 Дональд перевершив за популярністю Міккі Мауса, і став найвідомішим персонажем студії Волта Діснея. До 1941 року Дональд з'явився у приблизно 50 мультфільмах. У період з 1941 по 1965 був зіркою у понад ста картинах.
Зображення Дональда Дака у часи війни прикрашало носи багатьох американських винищувачів, він також був талісманом 309-ї ескадрильї винищувачів військово-повітряного корпусу США.

## Після війни
Мультфільми періоду війни та післявоєнні сформували образ Дональда Дака як качки з важким характером. Дональд Дак є об'єктом жартів та насмішок багатьох персонажів і як правило причиною різноманітних конфліктів та безладу.
Післявоєнний Дональд Дак також був персонажем навчальних фільмів («Donald in Mathmagic Land» 1959), мав камео в різних діснеївських проєктах. Кларенс Неш останній раз озвучив Дональда в 1983 році в мультфільмі «Mickey's Christmas Carol». Після смерті Неша в 1985 роль Дональда озвучував Тоні Ансельмо. Вперше голос Ансельмо в ролі Дональда Дака з'явився у фільмі «Хто підставив кролика Роджера».

## Дональд Дак в коміксах
Першою появою Дональда у форматі коміксу був невеликий комікс-стріп в газеті, що був наслідком виходу короткометражки з ним «Розумні курочки» 1934 року. Відтоді почали видаватися тижневі, або щомісячні комікси з Дональдом, які стали дуже популярними як у США, так і закордоном, в багатьох європейських країнах видаються дотепер.

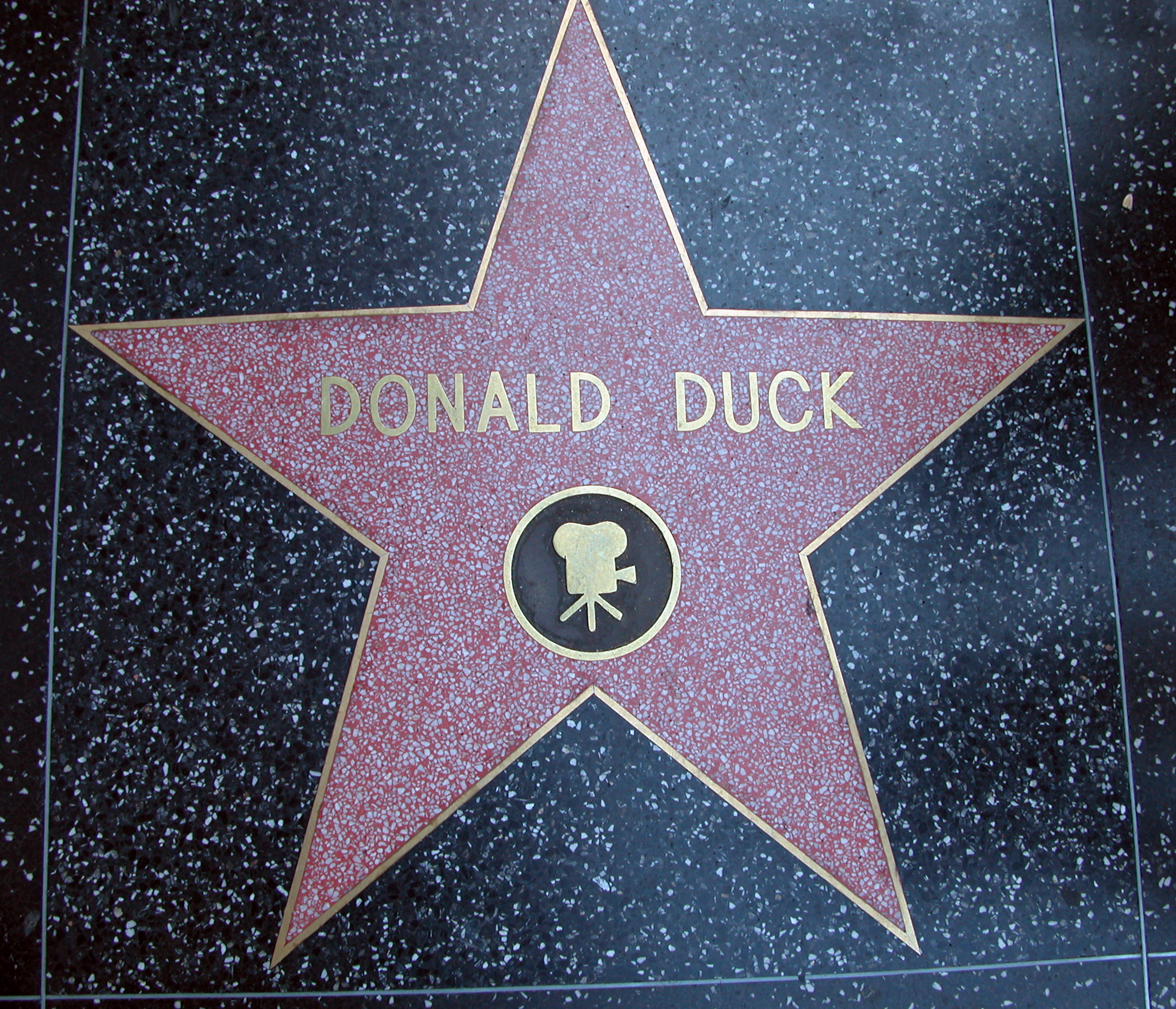
Зірка Дональда Дака на Голлівудській алеї слави

## Цікаві факти
З 60 тих до кінця 90 тих років нідерландська компанія Maple Leaf виготовляла жувальну гумку Дональд, що була дуже популярною на пострадянському просторі.